# 2014年越南排華暴動
2014年越南排華暴動（越南语：／?），或稱2014年越南反中暴動、2014年越南反華暴亂，是指2014年5月13日起，發生在越南的多起大規模民眾反華示威運動。
事件的背景是中華人民共和國在有主權爭議的南海（越南稱之為東海）設置了「海洋石油981」深水油氣田鑽井平台以探勘石油，越南军方派出军舰阻止，引發兩國船隻在海上的對峙。新聞見報後，越南民眾發動了連串對於中國此一行動的示威與抗議，並在其後失控演變為對包含日本、香港、台灣在內的部分外資高勞動企业的打、砸、搶、燒的暴力攻擊，導致中冶集团與遭縱火台灣廠的一名陸籍員工等共6人罹難。
而台資、日資企業在工廠門口使用漢字，且由於官方奉行一個中国政策，所以教科書都教導臺灣是中国的一省因此越南人认為台灣屬於中华人民共和国，投資僅次於馬來西亞的台灣廠商首當其衝。有学者认为台商在越南的形象本就不近人情，或成为台资企业成为暴动针对的对象的原因之一。亦有在越南的华商指出，这次“排华”事件的中心区——越南南方的平阳省，早在2008年到2012年就是对台资罢工、劳资纠纷对立的重灾区，此次也有星馬華資商家受襲，很有可能在除政治之外，不排除越南工人也對華族商人積怨已久。對此，當事的中华人民共和国政府指责越南政府操纵民粹。事後越南共產黨則針對毀損事故表示歉意，並承諾懲處犯罪行為者，但認為民眾的和平抗議行為合理，而台商並沒有因為此次暴動事件而縮減規模或撤資，反而加大投資力道，光是2016上半年投資金額就飆升到4.65億美元。

## 事件背景
1970年代時，中越關係开始恶化，越南对华人进行清洗，迫使大量华侨、华裔人士回到中国，即印支难民。之后发生中越战争。越南官方一直致力于反华宣传，经常借助极端种族主义言论和比喻。雖然之後兩國多次試圖改善雙邊關係，亦獲得一定成效，但越南又多次因南海争端于2007年、2011年、2012年爆发反华游行。
2008年，中华人民共和国开始建造编号为海洋石油981的深水半潜式钻井平台，2010年下海，2012年启程前往南海，2014年遭到越南抗议。与此同时，2011年越南两度试图在争议海域探明石油，遭遇中国执法船剪断电缆。
2014年5月6日，美國國務院發言人莎琪表示:「中國決定在爭議海域設鑽油平台具挑釁意味，無助維持區域和平與穩定」；美國國務卿约翰·克里於5月上旬提出警告，中华人民共和国在爭議海域設立鑽井平台是屬於「挑衅行为」、「這種行為已損害地區和平與穩定」。中國官方則回應：「要求美國謹言慎行，西沙爭議根本不存在，中國對周邊海域控制力牢不可破」。
中國海洋信息中心研究學者李令華認為：「中國是1982年聯合國海洋法公約締約國之一，因此中國必須遵守該公約第74條和第83條，尊重周邊國家200海里專屬經濟區和大陸架的主張。」
2014年5月7日，中国驻越南大使馆經商處向各駐越陆資、港資機構發放做好安全防範工作的通知，並暗中安排撤離。法国国际广播电台称最終在越台商受害最大，本應首當其衝的中國大陸、香港企業反而被害較小。
港資企業在越南設廠的成本比在中國大陆設廠低兩至三成，越南土地便宜，工資亦相對便宜，工人生產效率較高，平均年齡比較年輕，約三十歲，生產力較強。吸引過千間港資企業在越南投資設廠，截至去年七月，香港是越南第六大投資來源地。
台商因为早年政府推行的“南进政策”，有大量台资到越南投资，台灣媒體称，台湾企业裡的中國籍幹部將中國慣有的军事化與非理性的管理模式帶到越南當地，再加上低薪等问题，導致越南勞工階級在此次事件中將中國人視為主要目標台商並指出，中國幹部憑藉著語言優勢，對越南的強勢管理作風導致中越雙方積怨已久。也有在越华商指出，越南的劳资冲突主要集中在中台资厂商，由於越南官方因中国政府的施压奉行一個中国政策，所以越南的教科書都教導越南人臺灣是中华人民共和国的一个省因此越南人认為台灣屬中华人民共和国；加上大陆厂商的管理比较苛刻，是故部分人借反中国在南海之名行反中资之实。中國不少企業參與台灣台塑企業在河靜省鋼廠的興建，使得越南民眾視此區域的中國籍人員為攻擊目標，而台灣在越南的投資規模又遠遠超過中國，受損最嚴重。另一方面，港資、台資企業在工廠門口使用漢字，越南人认為台湾屬中國的一个省，使台灣廠商首當其衝。部份台商落實「台灣與中國不同國、平等升遷」，未受波及。
有台商指出，此事件後會減少中國人員在當地的數量，落實在地化增聘越南人。
研究越南问题的学者吴远富认为台灣人在越南的形象本來就“刻薄”，而越南工人階級也以此發洩對社會不公、貪腐、貧富懸殊等問題，也有媒体指出聘任大量中国籍干部的台商或因此被刻意针对。

## 各省市情形

### 平陽省
在2014年5月12日晚開始，距離胡志明市兩小時車程的平陽市新加坡工業園內，一台資鞋廠約一百名越南員工發起遊行。到13日早上，全廠工人罷工，大批越南民眾響應，而另一所台資工廠和一所港資工廠的幾千名員工也加入，駕駛電單車包圍工業園區，最高時多達兩萬人聚集，部份人撞開圍欄闖入園區，見到漢字招牌的公司和工廠就大肆破壞。示威更蔓延至越南北部，最少四個工業園區爆發示威。有消息指已有中國大陆籍廠方人員在示威中遇襲身亡多人傷。其中一台商遭亂棍打傷，目前越南防暴警察雖已進駐當地但未能控制場面。而由於台商在當地投資規模較大，受創程度也較為嚴重。另外，新加坡、马来西亚商人出資的工廠或銀行也受到波及。
設置在「平陽臺灣商會」內的「越南胡志明市臺灣學校平陽分班」，教室在5月13日被團團包圍並砸毀，而位於胡志明市的臺灣學校則無事。但為了安全起見，大門與教室內已用越南國旗及紙張掩蓋漢字，家長與學生陸續搭乘飛機暫時返回臺灣。
越南官媒引述平陽省副省長陳文南的說法，該省的幾個工業區有近兩萬名的工人，在當地時間5月13日晚參加了反中國的抗議活動。報道稱，抗議者以為他們攻擊的目標都是陸資工廠，但事實上被攻擊者當中大多是台資工廠。
5月14日，越南軍警逮捕逾600人，衝突至今造成一名軍警死亡及20人嚴重燒傷。逮捕原因是「洗劫、偷竊與縱火燒工廠」。
此事件造成香港溢達製衣集團董事長「棉花公主」楊敏德設於當地的製衣廠亦被焚燒。該公司管理層證實，部份廠房被燒毀及破壞，港人管理層已撤離。溢達客戶包括A&F、無印良品、馬莎、拉尔夫·劳伦等國際品牌。越南最大兩家紡織製衣企業港資上市公司天虹紡織及奕達國際亦成為攻擊目標，天虹發公告指，在越南廠房被示威者破壞，不少設備及電腦等被毀，無員工受傷。而奕達國際證實佔該公司24%總產能的平陽省新加坡工業園的廠房，被暴徒焚毀及搶劫，已停止運作，暫無法估計損失。利豐表示在越南部份供應商暫停工，信星鞋業指平陽廠房前日下午起停工，暴亂未造成任何重大損失及工人傷亡。在距離平陽省20公里外設廠的港商陳先生稱，該處亦有零星示威，但無造成破壞，「當地傳有示威者喺（在）往機場道路設路障，檢查車輛搵（找）中國人，聽聞軍隊已介入，我喺當地設廠十幾年都未見過咁（這麼）嚴重嘅（的）示威。」在當地的香港員工亦照常上班，但避開當地唐人街。平陽市新加坡工業園暴亂最嚴重，部份人闖入廠房破壞，甚至投擲汽油彈，工業園內滿目瘡痍，有被縱火的工廠焚燒一日仍未熄滅。示威者更硬闖員工宿舍洗劫。
台灣自行車車座生產商鋒明集團位於平陽省的神浪第二工業區（Song Than Industrial Park 2）在5月13日遭到打砸。尖叫的抗議者們騎著摩托車，手持金屬與木質棍棒，撞倒大門、衝進廠區，打碎門窗、玻璃和櫃子，聲稱「越南工人被中國人剝削得太久」，要「給越南人討回公道」。留在現場的越南籍員工進入工廠廢墟時發現了一名中國大陆籍設備操作員的屍體，疑似死於煙霧窒息。整場抗議活動從當日中午12時持續到深夜，共有四輪針對工廠的衝擊行為。次日凌晨5時，該工業區的高管在胡志明市新山一國際機場登機并於同日台北時間下午5時抵達桃園機場。

### 河靜省
5月14日下午2時，暴動往北延伸。台塑設在越南中部河靜省，正在興建中的鋼鐵廠遭到入侵，雖已確認工廠未遭縱火或臺灣人傷亡，但傳出有兩名中國大陸公民在鋼鐵廠門口被打死。
新華網國際頻道於5月15日引述一名要求不公开姓名的中国大陆经理說法，“暴徒”袭击了在河靜省的4家中国大陆企业，這些企業是參與建設台灣投資的一處設施。“现在我们仍然没有与大约10名员工取得联系，至少55名工人受伤。”，这名企业人员说，地方当局安全力量不足，越方警察也遭到攻击。
5月15日，美國之音引述有關官員的說法稱，是場示威已確認一中國工人死亡。同日，臺塑發布了新聞稿證實此事，死亡者是該公司的幹部，新聞稿稱死因為中暑。

### 同奈省
汽機車零件廠至興（4535）於越南同奈省兩個廠區暫時停工，約占總產能3成，由於同奈省鄰近發生暴動的平陽省，為確保人員安全，同奈省兩個廠區5月14日宣布暫時停工，台幹留守廠區內；並表示廠房與人員一切安全。

### 北宁省
富士康北宁工業園被圍，5月17日至19日停工3天。

## 兩國官方反應

### 越南
越南政府
越南社会主义共和国中央政府门户网站在5月15日的英文版首頁發布了越共中央政治局委員兼越南政府總理阮晉勇的緊急通知新聞，要求越南公安部等有關部委，在全國範圍內採取堅決措施，防止與懲罰擾亂秩序的人。
通知中稱，「最近幾天，全國人民針對中國的海洋石油981在越南水域非法作業進行了抗議，這是合法的愛國主義。」
阮晉勇說：「然而，一些自發性的破壞包含外國投資者在內的生產單位是違法的」，「這已經引起社會混亂，影響了生產活動、人民的日常生活，以及投資環境，和黨與國家的外交政策。」
新聞中指出，總理認為這種情況很嚴重，他要求地方當局加強保護所有人民與企業的安全，尤其是外資。他已指示緊急幫助和支持各企業恢復生產。
各部門負責人要推出教育運動，提高人民守法精神，與遵循越南法律及國際法和平捍衛越南的主權的意識。
阮總理並要求各部門負責人定期向其匯報更新情況。
5月15日和16日，阮晉勇向數百萬越南民眾群發短信，稱「總理請求和呼籲每一個越南人，發揚愛國主義精神，以合法的行動捍衛國家的神聖主權」，同時「不應讓壞分子煽動損害國家利益和形象」。《日本經濟新聞》認為此舉「煽動愛國心」，「可能給國民造成只要是抗議中國幹什麼都可以的印象」。
5月21日，阮晉勇指示各部門迅速採取措施，補償暴動中外商的損失，並慰留外商留在越南投資。
媒體
5月14日，越南官方媒體越通社發表了「越南对逼迫工人进行违法行为和扰乱社会秩序的涉案对象严厉处置决不姑息」的文章，稱「有一些过激分子已拉拢部分工人在中国大陆、台湾等公司进行打砸大门、围墙和公司财产，影响到社会正常秩序。甚至有人还利用混乱情景抢劫财产」 ，「呼吁工人保持克制，决不能听任坏人的挑唆」。越通社亦稱位於胡志明市的祖国阵线委员会計劃为渔民、海警和渔检力量展開募捐活动，鼓舞在南海上執行任务的戰士。
5月16日，越南網以「越南人拒绝为中国人服务，取消赴中国的旅行，抵制中国产品」為題刊發報導，稱「芽庄一家宾馆在其接待处的告示牌上写着『除非中国政府将981钻井平台撤离越南海域，否则我们不会接待中国人。』」報導亦指出一些越南民眾在社交網絡上呼籲抵制中國產品，包括中國的智能手機、服裝、電器和電影。
越南並称國內民眾透過各種的遊行示威來表達堅決捍衛國家主權，反對中國在越南的非法侵略行為。
越南通訊社引述官方說法：「中國頻頻挑釁，衝撞越南船隻，並以水柱恫嚇。16日深夜中國三○六漁政船洗劫越南漁船，並將船員毆打成重傷。」
外交部
越南外交部發言人黎海平在5月15日當地時間下午的例行記者會中表示，將採取必要措施，致力保護臺商與外商的安全與財產。「越南政府與人民，譴責暴徒煽動群眾強行衝入外資廠商及破壞財產。」
國家旅遊局
越南國家旅遊總局於14日晚傳真一封由局長阮文俊署名的道歉信給中華民國交通部觀光局。信中表示，謹對於此次事件「向交通部觀光局長致歉」，並表示臺灣旅客喜愛的下龍灣距離平陽省非常遠，也很平靜，歡迎臺灣旅客繼續到越南旅遊。對此，交通部觀光局回應「無法苟同，沒有安全就沒有旅遊。」

### 中华人民共和国
外交部
事件爆發前，中国驻越南大使馆經商處向各駐越陆資、港資機構發放做好安全防範工作的通知。事件爆發後，外交部透過發言人華春瑩發表聲明，表示中方正向越方提出「嚴正交涉」。
5月15日晚，外交部部长王毅同越南副总理兼外长范平明紧急通电话，代表中华人民共和国政府向越方表示强烈谴责，提出严正抗议。
截至5月17日晚，在中國大陸駐越南使館協助下，已經有3000多人回國。
5月18日，外交部发言人洪磊說，「中方从即日起已提升中国公民赴越旅游安全提示级别，调整为“暂勿前往”，并暂停部分双边交往计划。中方将视形势发展，研究采取进一步措施。」
中國大陸政府指责越南政府对暴徒控制以及纵容。
军方
中國人民解放軍總參謀長房峰輝在美國華盛頓表示：中國在此海域的鑽探作業堅定不移，不受外力干擾與破壞，並要求美國客觀看待中國東海、南海主權爭議。
5月19日，正在缅甸参加中国—东盟国防部长会晤的中华人民共和国国防部部长常万全在会见越南国防部部长冯光青时警告越南“不要一错再错、酿成大错”。
交通部
5月18日凌晨，由中國政府派出的醫療包機到達越南，接在河靜省暴力事件中受重傷的中國公民回國。16名傷勢較重的中國公民17日晚抵達榮市機場，準備乘包機回國。同日凌晨4時，16人抵達中國、被分別送往四川大學华西医院與四川省人民醫院接受治療。
5月18日上午，交通部表示，將派出5艘船赴越南，接回在越南發生的針對外國企業和人員暴力事件中受衝擊的中方人員。這五艘船分別爲「五指山」號、「銅鼓嶺」號、「白石嶺」號、「紫荊12」號以及「粵海鐵4」號，噸位都在1萬噸左右，總載客量約5000人。根據安排，除“粵海鐵4”號作為後備用船外，其餘四艘都在第一時間趕赴越南。第一艘船「五指山」于18日8時從海口出發，19日上午到達越南河静省永安港（Vung Ang Port, Hà Tĩnh），20日返回海口。
国台办
國台辦發言人馬曉光表示，希望「南海問題由兩岸協力合作解決」。
其它
在越南排華暴動達到巔峰時期，中國官方媒體幾乎對越南死傷避而不談，被指表現得「超低調」。

## 其他政府反應

### 美国
白宮發言人傑伊·卡尼在當地時間14日的例行記者會中表示：“我們的看法一直都是說，這些爭議必須通過對話而不是威脅來解決。我們並非涉及這個特定爭端的一方，不過我們再次敦促他們通過對話解決爭議。這次的情形也是如此。”
國務院發言人珍妮佛·帕莎其13日說，國務卿约翰·克里近日分別和越南副外長及中國外長通過電話，克里敦促越南同中國進行高層對話降低緊張。莎琪說，克里也表達美國的看法，認為中國在爭議海域的油井鑽探作業是挑釁的。

### 香港特別行政區
保安局
香港保安局5月14日宣布把對越南發出黃色外遊警示，香港特区政府發言人說，計劃前赴或已在當地的港人應慎重考慮出行計劃，留意局勢，提高警惕，注意安全；並避開示威或人群聚集的地方，保安局會密切留意當地的局勢。5月15日宣布外遊警示提升至紅色，呼籲港人如非必要，避免前往當地旅遊，而保安局局長黎棟國更表示會視乎情況定會否將旅遊警示提升至黑色。
雖然越南排華情況在2014年6月得以緩解，香港政府對越南全國的紅色外遊警示在2015年1月13日始降為黃色。
商務及經濟發展局
商務及經濟發展局局長蘇錦樑在青島出席亞太經合組織貿易部長會議與越南工貿部長武輝煌進行雙邊會談。指對最近在越南爆發的示威和暴亂表示關注，並要求越南政府採取行動保障香港人的人身和財產安全，以及在大型示威期間加強保障香港人安全。
政府將繼續透過駐新加坡經濟貿易辦事處、貿易發展局駐胡志明市辦事處，這兩個機構都與越南政府及在越南的越南香港商會保持緊密聯繫，了解當地最新的局勢情況，為在地港人提供協助。香港政府亦已經向越南政府提出保障港人港商，在越南人身及財產要求。
入境事務處
入境事務處至18日接獲9宗港人求助個案，其中8宗已經處理。提醒計劃前往越南，或在當地的港人留意局勢，注意安全，避免前往示威區，或人群聚集的地方。入境處表示，部分人已安全返港或短期內返港。入境處會與三間來往香港和越南胡志明市及峴港等地的航空公司保持密切聯繫，為在地港人提供協助。
旅遊業議會
旅遊業議會決定，取消由5月16日起至26日，所有前往越南的旅行團，提醒旅行社、目前在當地旅行團要小心，避免去示威的地方。
立法會
立法會工商事務委員會预定5月20日的例會緊急加插議程，討論政府如何協助在越南的港商。提出加插議程的委員會主席方剛認為政府應效法之前對付菲律賓的做法，提升越南旅遊警示為黑色，並一定程度制裁越南。
自由黨立法會議員鍾國斌16日與越南駐港總領事會面，表示如果越南未能控制情況，港商很大機會撤資。越南方面回應對方指有港資工廠被破壞，承諾會控制局勢，並得到越南總理的公告保證，會以最大努力控制暴徒。
港越商會
港越商會會長蔡冠深約見越南駐港總領事，討論如何加強保障當地港商的安全，要求責成越南政府，嚴厲執法。

### 中華民國
外交部
外交部在5月14日發出新聞稿表示，部長林永樂在上午召見了越南駐台代表裴仲雲，「除強烈譴責暴力並表達中華民國政府嚴正關切，盼越南政府盡全力穩定情勢、立即恢復秩序並保障在越南臺商人身安全，另針對臺商廠房設備遭受的損害，希望未來情勢穩定之後越南政府能以負責任態度正視此一情形，並研議提供補償。」
5月15日，外交部緊急製作兩萬張無中文，僅有英文與越南文，內容為「我是臺灣人，我來自臺灣」的貼紙，宣稱將發送給在越臺商保命。而民進黨籍立法委員管碧玲則質疑，由於越南官方奉行一個中國政策，所以越南的教科書都教導越南人臺灣是中华人民共和国的一个省，臺商若使用台湾外交部給的貼紙，等於是「自投羅網」。同黨籍的薛凌質詢時要求外交部，應改為越南文的「我是臺灣人，我不是中國人，臺灣不是中國的一部分」，或「臺灣是獨立的國家」的衣服或大布條等。對此部長林永樂表示「會再考慮」。對外交部印貼紙的舉措，有台商表示：工廠都變廢墟，再印「我是台灣人」又有何用？李登輝則嘲笑此舉：「唉唷，哪會戇甲按呢？」
交通部次長陳建宇15日表示,目前配合外交部擴大航班,華航並以專機方式,每天增開兩航班4航次,可載運1,000多人。此外,立榮和長榮也加入撤僑和擴大載客量,以配合政府撤僑。
華航兩班越南撤僑加班機為CI3782的747機和CI2782的738機,各搭載了363人和124人預計臺北時間16日凌晨01:30和04:00抵臺。
長榮航空15日晚將派A321專機前往胡志明市協助撤僑,16日凌晨即可搭載184人返臺。加上原定臺北往返胡志明市的2個航班BR392及BR396也將增加機位,15日的三個航班共可搭載800多人返臺。
台灣政府在2014年6月下旬調降對越南同奈省、平陽省的外遊警示為黃色
陸委會
排華暴動爆发後，国台办称希望與台灣在主權上協同合作，陸委會回應稱南海諸島及周遭水域屬中華民國固有疆域及水域，「南海主權兩岸沒有合作空間」。
立法院
立法院朝野黨團發表聯合聲明，要求台灣在日後向越南交涉賠償事宜應與中國大陸脫鉤處理。並強調東沙、西沙、南沙、中沙周邊海域為「中華民國固有領土及水域」。

### 新加坡
5月14日，工業區遭砸，新加坡外交部召見越大使抗議，新加坡外交部要求越南政府立刻恢復工業區秩序。隨著越南反華抗議升溫，新加坡國旗遭到抗議者焚毀，新加坡外交部表示，已透過外交照會，向越南政府表達強烈關切。

### 柬埔寨

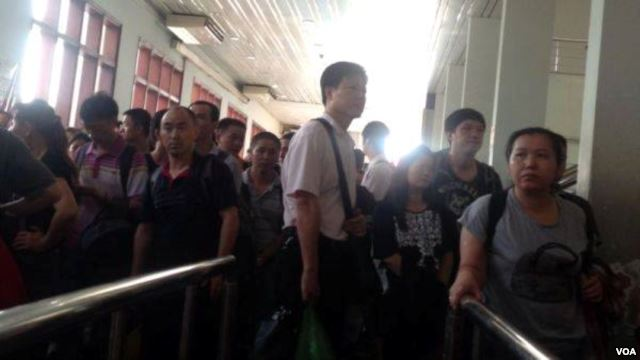
2014年5月14日，在越南的中國籍人士開始越過邊界進入柬埔寨，以躲避中越衝突。

當地時間5月14日，大量在越南的中國公民開始越過邊界進入柬埔寨。中國政府促請柬埔寨保護中國公民，柬埔寨表示基於人道精神會為中國難民提供便利入境。
另外，越南裔柬埔寨人原本打算在中國駐金邊大使館舉行一次針對中國的示威抗議，但柬埔寨內政部拒絕。該部發言人喬索菲克表示，柬埔寨法律「不允許外國人利用柬埔寨的國土舉行反對另一群外國人的抗議。」

## 伤亡与损失

### 平陽省
平陽省人委會表示，截至越南時間14日凌晨1時統計，有數百家外資廠商遭到侵入或破壞，主要集中於來自中國大陸、臺灣的廠商；而被縱火的外資有15家，此次暴動可能致使數千名當地員工失業。
在廠商人員傷亡方面，5月15日，一家臺商工廠在大火熄滅後清理現場時發現一具遺體，已確認是該廠所雇用的中國大陸幹部。《聯合報》引述峰銘影視中心導演樊莊強轉述其他中國大陸幹部的說法，該名死者的姓名為齊峰。

### 河靜省
路透社在5月15日，以「超過20人死於在越南的反中國暴動」（More than 20 dead as anti-China riots spread in Vietnam）為題做了報導。報導中稱，河靜省當地時間14日晚上大約有一百人因暴動受傷被送往醫院。醫生接受記者電話訪問時說，最後有21人死亡，其中5人是越南人，其餘為中國大陆人。另已有數百名中國人已經連夜逃往柬埔寨。
而中央社則引述當地臺商說法，指當日有九十至一百名受聘於臺塑河靜鋼廠工地的中國大陸幹部與當地員工與近千名暴動者發生衝突時受傷，一名中國大陸幹部確認身亡。
台灣台塑集團5月19日召開記者會證實，位於河靜省的越鋼廠共四名中国大陆員工喪生，其中兩人被燒死、一人中暑及一人被打死，另有150多名工人受傷。

### 中華民國
根據中華民國經濟部5月15日新聞稿所載，臺商受害產業包括鞋類15家、紡品成衣類10家、傢俱類7家、自行車機車暨零組類14家、包裝印刷類3家、電器類4家及其他各產業。
5月18日，經濟部发布統計称，受害廠家達224家。初步估計平陽省175家、同奈省41家、胡志明市6家、巴地頭頓省1家、河靜省1家；其中18家遭縱火。
2014年5月19日，臺塑河靜省鋼鐵廠董事長林信義在臺北召開記者會時證實，該公司有四名中國籍員工死亡。四人中2人被燒死，一人中暑死，一人被打死。其餘約3000名中國籍包商與員工已由中國官方派出3艘船艦接回。
一名60歲越南台商躲在工廠2樓衣櫥內逃過一劫，但受驚過度，血壓突然升高，當時頻喊頭痛，14日緊急返台就醫，不料回台隔天仍回天乏術。

### 中华人民共和国
中华人民共和国外交部於5月16日的例行記者會首次公開說明，發言人說：「据我目前掌握的信息，已经有两名中方人员在事件中不幸遇难身亡，上百人受伤，有关数字我们还在进一步核实了解中。在这次事件中，受到冲击破坏影响最大的是位于河静省的中冶公司。」

## 五一八游行

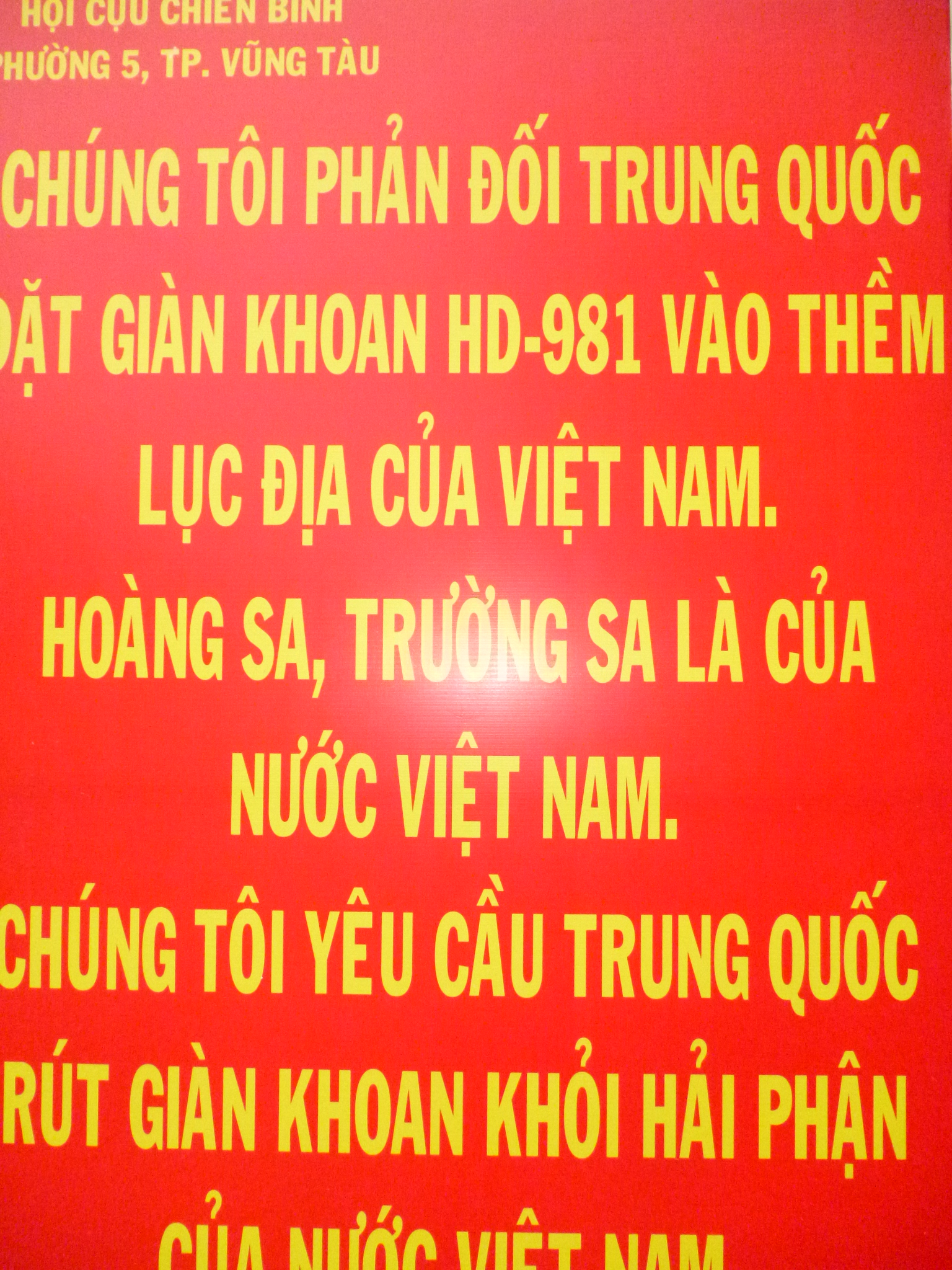
巴地頭頓省舊戰兵會。

時任中華民國國家安全局局長的李翔宙5月15日在立法院接受質詢時表示，國安局已收到情資，越南將在5月18日進行串連全國的反华大遊行。
5月16日，越方公安及安寧單位向胡志明市台北經濟文化辦事處表示，518遊行活動並未經權責機關核准，但仍將允許至檳城市場、市政廳前之公園、中华人民共和国總領事館對街聚會抗議，公安及安寧單位將嚴格禁止大型遊行出現，否則直接逮捕；越方外交單位則稱以該遊行將限制在胡志明市第一郡活動，政府將強勢介入以防止串連。胡志明市台北經濟文化辦事處呼籲臺灣人當日勿前往人潮聚集之處。
而法新社在5月17日以「越南團體召集更多反中國抗議者」為題做了報導。法新社報導稱，在北京部署一個石油鑽井平台於有爭議的南中國海海域，引發十年內最嚴重的反中國騷亂之後，兩個共產鄰國長年的敵意被觸發。被激怒的暴徒在最近幾天內的抗議行動中，焚燒了在越南的外國工廠。越南的公民社會團體已計畫周日重新召集民眾在數個城市進行針對中國的示威。由20個越南的非政府組織所組成的聯盟，呼籲以在首都河內，與南部的經濟中心胡志明市為主舉行新的抗議，目標是針對中國在南中國海的“侵略行動”（aggressive actions）。報導說，越南政府在譴責中國的海上行動同時，也警告且反對進一步的抗議行動，並承諾政府將保護外資。
據中央社5月17日報導，總理阮晉勇已下令越南全國停止一切「非法抗議」。報導中說，嚴格來講，在越南所有抗議活動均屬非法。
5月17日晚，中華民國外交部發布了新聞稿，整理出越南518大遊行之資訊，外交部並籲請在越臺灣民眾當日勿靠近相關地區，以維護自身安全。根據新聞稿所載，已確定遊行的省市如下：河內市、胡志明市、峴港市、巴地頭頓省、清化省、北寧省、海陽省、河靜省、慶和省、隆安省。而抗議遊行亦可能發生在海防、廣寧、寧平、廣南、廣義、平定、富安、平順、金甌、堅江、平陽等省市。
在越南當局要求下，公安強勢介入，抗議人士一接近中國使館或集結點附近即被驅散或逮捕，所以實際上各地僅有零星遊行，未如預期規模。

## 後續發展

### 菲律賓
2014年5月16日，在马卡蒂有一百餘名菲律賓人與在菲越南人遊行。他們手持各式反华標語，來到中华人民共和国駐菲律賓大使館進行示威，聲援越南的反华運動，同時譴責中华人民共和国在南海赤瓜礁的挑釁行為。
越南總理阮晉勇與菲律賓總統艾奎諾於5月21日會面，雙方表達了在海洋資源上進一步加強合作，以維護區域和平及穩定，反對中國違法行動，並要求中國當局遵守國際法。

### 越南
2014年5月16日下午3點半，越南駐臺代表裴仲雲在臺北召開記者會。他表示，有小部份非法份子闖入工業區，引發臺商不安，他「個人對此表示遺憾、道歉。」裴仲雲並稱，越南政府已經逮捕了1000多名不法份子，並將起訴、嚴厲懲處。這只是非理性、自發性的行為，「並不是排華活動」，也不是針對臺灣；臺灣受到的損失確實最慘重，但其他國家也有相當多損失。
越南网络媒体《越南快报》援引平阳省社会保险局官员裴友峰的话说，在此次暴力事件中，外国投资者在当地的100多家企业不同程度受损，其中12家工厂被完全烧毁，另外10家工厂部分被毁。裴友峰说，由于许多工廠被毁或關閉，當地有大约4萬名失業者请求政府提供失業補助，另有约2万名失业者获得了一次性失业补偿。

### 中华人民共和国
廣東省廣州市所有旅行社暫停了赴越南旅行團的業務，約有八成旅客轉而前往其它東南亞國家。

### 美国
5月22日，美國表達支持南海爭議水域鑽油問題以法律途徑解決，包括國際法律仲裁。

## 对越南经济和政治的影响
当时河内市的党委书记是范光毅，他于2016年因年龄届满68岁而退休。由当时总理阮晋勇重用的越南工业部部长、主掌经济的副总理黄忠海继任；然黄忠海在2020年因其在钢铁公司扩建项目的违纪而下台，并由原副总理王廷惠所接任。随后，王廷惠在2021年当选为国会主席，成为越南政坛上的四大支柱之一，然而王廷惠2024年亦因牵涉贪腐问题而下台，由副主席陈青敏代理国会主席。
另一方面，2014年「越南513事件」后，胡志明市党委书记黎清海，于2015年因心脏病关系被迫退休，由当时的交通部长丁罗升继任，丁罗升在当时被誉为是越南政坛新秀、备受看好。然而，受当时的总理阮晋勇重用的丁罗升，却在2017年因越南国家石油天然气集团（PVN）弊案而调任中央经济委员会副主任，胡志明市党委书记一职则由前副总理、越南祖国阵线中央委员会主席的阮善仁接任，直至2020年阮善仁转任胡志明市国会代表团团长，胡志明市党书记则由原越共中央办公室主任阮文年出任至今，亦为现任政治局委员。
从河内与胡志明两直辖市的党委书记而言，这两个位置都是由前副总理或重要部长接任，以便培养日后越南四大支柱的接班人。换言之，这两个位置的重要性相当于越南高阶领导人的摇篮，这可从总书记阮富仲和国家主席王廷惠的升迁路径观察得知，然而这两个位置却又是众人觊觎，为越南高层派系斗争的场域，所以近年来的党委书记不是因年龄、健康问题而选择退休，便是因贪腐弊案而下台。由于这两个城市属于越南革新开放最前沿，所以导致贪污腐化的机会增加，而导致这两个职位容易受弊案缠身而影响升迁。
若从河内及胡志明市的路径来观察其他周围省份，以平阳省而言，「越南513事件」时的省委书记是由梅世忠担任，其不仅担任越共中央委员，亦连任平阳省国会代表团团长三届。事件爆发后，原平阳省人民委员会常务副主席的陈文南当选为平阳省人民委员会主席，先是接替即将退休的平阳省委副书记黎青功后，便接任平阳省委书记。不过，陈文南则在2021年因违纪而被「双开」。
另一方面，同奈省委书记在2014年是由陈廷清担任，然其在2023年受到中央政治局对其在2010-2015年和2015-2020年担任同奈省委的纪律作处分和警告，最后陈廷清因同奈省总医院和进步国际股份公司（AIC）违反招标程序而遭公安部逮捕。
总体而言，越南地方领导人的升迁路径受到经济发展和外资投入等因素的影响，吸引外资投入较多的省份，受到中央政府关注也会较多，因此地方领导人有机会升迁至更高级别的职位，如越南的四大支柱。然而，升迁机会也伴随著风险，如贪污腐败的问题可能更牵涉着地方领导人的政治前途。
值得注意的是，近年越南总书记阮富仲致力于反腐运动，在一定程度上提高地方政府的透明度和廉洁度，这可能对各地省份的经济发展产生积极影响。然而，随著反腐运动的深化，可能也导致地方各省对外资投资流入的收紧，促使审批过程变得更加缓慢，而减缓外资流入的速度。

## 媒體評價和社會輿論
東森新聞指出事件發生的日期與歷史存在驚人巧合：1969年馬來西亞與1998年印度尼西亞的排華事件均發生在5月13日，而越南平陽省的排華暴動恰恰始於2014年5月13日，刻意策動的陰謀論四起。
香港城市大學的越南問題專家喬納森·倫敦認為這次事件當中「越南政府只能怪自己」。起先中國大陸央企在爭議海域鑽井進行石油開採時，越南領導層就未能想出應對策略，而是選擇煽動國民的民族主義情緒。
香港评论员阮紀宏认为由於华商沒有、或者缺乏接觸，不了解當地民情，往往會發生一些由於不尊重當地風土人情而產生的誤會；即使沒有誤會，當地人也會覺得「你是到當地撈錢，沒有給當地帶來任何好處」。阮建议，跟當地人接觸应该不局限於生意上的往來，還應該包括對當地公益事業的貢獻，這不但可以為接觸創造機會，還可以改善中資機構在當地的形象。

## 条目注释
1. ↑  本事件中華人民共和國外交部稱為「越南严重暴力事件」，中華民國外交部稱為「越南暴動」，兩方正式外交回應都未提及排華、反中等類似字眼，詳見下文。

## 外部連結
- （简体中文）越南打砸中企（页面存档备份，存于） 觀察者網專題
- 越南暴力事件严重影响当地经济 中国经济网 2014-07-29